# James Gandolfini

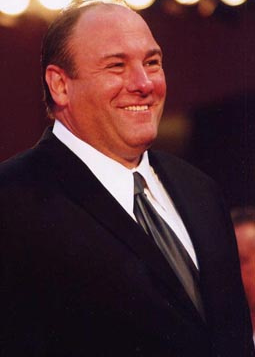
Gandolfini en 2007.

James John Gandolfini Jr. (Westwood, Nueva Jersey, 18 de septiembre de 1961-Roma, 19 de junio de 2013) fue un actor estadounidense, conocido principalmente por su papel de Tony Soprano en la serie Los Soprano de la cadena HBO, un jefe de la mafia que lucha por equilibrar su vida familiar y su carrera criminal. Por este papel, Gandolfini fue galardonado en una ocasión con el Globo de Oro al mejor actor de serie dramática de televisión, y en tres ocasiones con el premio Emmy al mejor actor en una serie dramática.

## Primeros años
Gandolfini nació en Westwood, Nueva Jersey. Su madre, Santa, una cocinera de escuela secundaria, nació en Estados Unidos y fue criada en Nápoles, Italia. Su padre, James Gandolfini Sr., originario de Borgotaro, Italia, era albañil y más tarde el guardián principal de la Paramus Catholic High School, Nueva Jersey; además, recibió el Corazón Púrpura en la Segunda Guerra Mundial. Sus padres eran católicos devotos y hablaban italiano en casa. Debido a esa influencia, Gandolfini tenía un fuerte apego a sus orígenes italianos y visitaba Italia con regularidad.
Creció en Park Ridge, Nueva Jersey, y se graduó en la Park Ridge High School en 1979, donde jugaba al baloncesto y actuaba en las obras escolares. Estudió en la Rutgers University donde consiguió un Bachelor of Arts en comunicaciones, periodo en el cual estuvo trabajando como portero en un pub del campus. Gandolfini también trabajó como camarero y mánager de un club antes de iniciar su carrera en el mundo de la interpretación. Su primer acercamiento a la actuación fue de joven viviendo en Nueva York, cuando acompañó a un amigo, Roger Bart, a una clase de actuación en técnica Meisner.

## Carrera
En 1992 actuó en una producción de Broadway de On the Waterfront, durante seis meses. Sus primeros papeles son en las películas True Romance, donde interpreta a un soldado de la mafia, Velocidad terminal, donde interpreta a un violento gánster ruso, y Coacción a un jurado, con Demi Moore y Alec Baldwin, como un gánster. Uno de sus papeles más conocidos es el del thriller romántico True Romance, donde interpreta a Virgil, un brutal golpeador de mujeres y sicario de la mafia. Otros de sus papeles reconocidos fueron el intimidador Bear en Get Shorty, el teniente general Miller en In the Loop y el impulsivo Wild Thing Carol en Donde viven los monstruos.
Gandolfini produjo el documental de HBO Alive Day Memories: Home from Iraq en 2008, donde entrevistó a diez veteranos heridos de la Guerra de Irak. En 2010, produjo otro documental de HBO, Wartorn: 1861-2010, donde el trastorno por estrés postraumático es analizado a lo largo de varias guerras en la historia estadounidense desde 1861 hasta 2010 y su impacto en los soldados y sus familias.
En 2013, una vez fallecido, se estrenó la comedia romántica Sobran las palabras, dónde interpreta a Albert, un hombre sencillo y bonachón que mantiene una relación con la recién divorciada Eva (Julia Louis-Dreyfus).

### Los Soprano
Sin lugar a dudas, el más aclamado de todos los papeles de Gandolfini es el de Tony Soprano en la serie de HBO Los Soprano. Tony Soprano es el jefe de una banda de mafiosos de Nueva Jersey, además de padre de familia. Debuta en este papel en 1999, desde entonces consiguió tres premios Emmy al mejor actor en una serie dramática y el Globo de oro en la misma categoría por este papel. Gandolfini llegó a cobrar un millón de dólares por capítulo.

## Vida personal
Era un gran fan del equipo de fútbol americano de la Universidad Rutgers, apareciendo incluso en varios anuncios del equipo. En contraste con el Tony Soprano de la pantalla, él se definía como un hombre modesto y obsesivo, llegando incluso a compararse con Woody Allen. James Gandolfini era un gran amante de las motos y tenía una Harley Davidson y una Vespa Scooter. El 4 de mayo de 2006 Gandolfini estrelló su Vespa contra un taxi, teniendo que ser operado de la rodilla y posponiendo así los episodios finales de la temporada de Los Soprano.

## Muerte
Falleció el 19 de junio de 2013 en la habitación n.º 449 del Hotel Boscolo Exedra de Roma, Italia, a los 51 años de edad, a causa de un ataque al corazón. El actor tenía previsto participar en la 59ª edición del Festival de Cine de Taormina.

## Filmografía

### Cine
| Año  | Película                                   | Personaje                 | Notas                                                                  |
| ---- | ------------------------------------------ | ------------------------- | ---------------------------------------------------------------------- |
| 1987 | Shock! Shock! Shock!                       | Orderly                   |                                                                        |
| 1992 | A Stranger Among Us                        | Tony Baldessari           |                                                                        |
| 1993 | Italian Movie                              | Angelo                    |                                                                        |
| 1993 | Money for Nothing                          | Billy Coyle               |                                                                        |
| 1993 | True Romance                               | Virgil                    |                                                                        |
| 1993 | Mr. Wonderful                              | Mike                      |                                                                        |
| 1994 | Angie                                      | Vinnie                    |                                                                        |
| 1994 | Terminal Velocity                          | Ben Pinkwater             |                                                                        |
| 1995 | Le Nouveau monde                           | Will Caberra              |                                                                        |
| 1995 | Marea roja                                 | Tte. Bobby Dougherty      |                                                                        |
| 1995 | Get Shorty                                 | Bear                      |                                                                        |
| 1996 | The Juror                                  | Eddie                     |                                                                        |
| 1997 | Night Falls on Manhattan                   | Joey Allegretto           |                                                                        |
| 1997 | She's So Lovely                            | Kiefer                    |                                                                        |
| 1997 | Perdita Durango                            | Willie "Woody" Dumas      |                                                                        |
| 1997 | 12 Angry Men                               | Jurado #6                 |                                                                        |
| 1997 | Medianoche en el jardín del bien y del mal | Diner cook                | Sin acreditar                                                          |
| 1998 | Fallen                                     | Lou                       |                                                                        |
| 1998 | The Mighty                                 | Kenny Kane                |                                                                        |
| 1998 | A Civil Action                             | Al Love                   |                                                                        |
| 1999 | A Whole New Day                            | Vincent                   | Corto, incluido en Almas perdidas                                      |
| 1999 | 8mm                                        | Eddie Poole               |                                                                        |
| 2001 | The Mexican                                | Winston Baldry            | Premio al mejor actor de reparto en el festival Outfest de Los Ángeles |
| 2001 | The Man Who Wasn't There                   | Big Dave Brewster         |                                                                        |
| 2001 | The Last Castle                            | Coronel Winter            |                                                                        |
| 2004 | Sobreviviendo a la Navidad                 | Tom Valco                 |                                                                        |
| 2006 | Romance & Cigarettes                       | Nick Murder               |                                                                        |
| 2006 | Lonely Hearts                              | Det. Charles Hilderbrandt |                                                                        |
| 2006 | Todos los hombres del rey                  | Tiny Duffy                |                                                                        |
| 2006 | Club Soda                                  | The man                   | Corto, incluido en Stories USA                                         |
| 2008 | American Breakdown                         | James Gandolfini          | Secuencias de archivo                                                  |
| 2009 | In the Loop                                | Tte. Gen. George Miller   | Premio mejor reparto de los Premios Chlotrudis                         |
| 2009 | The Taking of Pelham 123                   | Alcalde de Nueva York     |                                                                        |
| 2009 | Donde viven los monstruos                  | Carol                     | Voz                                                                    |
| 2010 | Welcome to the Rileys                      | Doug Riley                |                                                                        |
| 2010 | Mint Julep                                 | Mr. G                     |                                                                        |
| 2011 | Down the Shore                             | Bailey                    |                                                                        |
| 2011 | Violet & Daisy                             | Michael                   |                                                                        |
| 2011 | Cinema Verite                              | Craig Gilbert             |                                                                        |
| 2012 | Mátalos suavemente                         | Mickey                    |                                                                        |
| 2012 | La noche más oscura                        | Director de la CIA        |                                                                        |
| 2012 | Not Fade Away                              | Pat                       |                                                                        |
| 2013 | The Incredible Burt Wonderstone            | Doug Munny                |                                                                        |
| 2013 | Nicky Deuce                                | Bobby Eggs                |                                                                        |
| 2013 | Sobran las palabras                        | Albert                    | Premio Mejor actor Boston Society of Film Critics                      |
| 2014 | The Drop                                   | Primo Marv                |                                                                        |

### Televisión
| Años      | Serie                              | Personaje       | Notas                                                                    |
| --------- | ---------------------------------- | --------------- | ------------------------------------------------------------------------ |
| 1997      | Gun                                | Walter Difideli | Episodio: "Columbus Day"                                                 |
| 1999-2007 | Los Soprano                        | Tony Soprano    | 86 episodios ver premios                                                 |
| 2008      | Alive Day Memories: Home from Iraq |                 | Productor Nominado – Premios Emmy                                        |
| 2010      | Wartorn: 1861–2010                 |                 | Productor Ganador –Mejor documental por Entertainment Industries Council |
| 2012      | Hemingway & Gellhorn               |                 | Productor Nominado – Emmy a la mejor miniserie                           |

## Premios y nominaciones
Premios Globo de Oro:
| Año  | Categoría                      | Serie       | Resultado |
| ---- | ------------------------------ | ----------- | --------- |
| 1999 | Mejor actor en serie dramática | Los Soprano | Ganador   |
| 2000 | Mejor actor en serie dramática | Los Soprano | Nominado  |
| 2001 | Mejor actor en serie dramática | Los Soprano | Nominado  |
| 2002 | Mejor actor en serie dramática | Los Soprano | Nominado  |

Premios Primetime Emmy:
| Año  | Categoría                      | Serie       | Resultado |
| ---- | ------------------------------ | ----------- | --------- |
| 1999 | Mejor actor en serie dramática | Los Soprano | Nominado  |
| 2000 | Mejor actor en serie dramática | Los Soprano | Ganador   |
| 2001 | Mejor actor en serie dramática | Los Soprano | Ganador   |
| 2003 | Mejor actor en serie dramática | Los Soprano | Ganador   |
| 2004 | Mejor actor en serie dramática | Los Soprano | Nominado  |
| 2007 | Mejor actor en serie dramática | Los Soprano | Nominado  |

Premios del Sindicato de Actores:
| Año  | Categoría                           | Serie       | Resultado |
| ---- | ----------------------------------- | ----------- | --------- |
| 1999 | Mejor actor de televisión - Drama   | Los Soprano | Ganador   |
| 1999 | Mejor reparto de televisión - Drama | Los Soprano | Ganador   |
| 2000 | Mejor actor de televisión - Drama   | Los Soprano | Nominado  |
| 2000 | Mejor reparto de televisión - Drama | Los Soprano | Nominado  |
| 2001 | Mejor actor de televisión - Drama   | Los Soprano | Nominado  |
| 2001 | Mejor reparto de televisión - Drama | Los Soprano | Nominado  |
| 2002 | Mejor reparto de televisión - Drama | Los Soprano | Nominado  |
| 2002 | Mejor actor de televisión - Drama   | Los Soprano | Ganador   |
| 2004 | Mejor actor de televisión - Drama   | Los Soprano | Nominado  |
| 2004 | Mejor reparto de televisión - Drama | Los Soprano | Nominado  |
| 2006 | Mejor actor de televisión - Drama   | Los Soprano | Nominado  |
| 2006 | Mejor reparto de televisión - Drama | Los Soprano | Nominado  |
| 2007 | Mejor reparto de televisión - Drama | Los Soprano | Ganador   |
| 2007 | Mejor actor de televisión - Drama   | Los Soprano | Ganador   |